# ژاله‌پوش سلاریس
دروسرا سلاریس (نام علمی: Drosera solaris) نام یک گونه از سرده دروزا است.